# Kropgazelle
De kropgazelle (Gazella subgutturosa)  is een zoogdier uit de familie van de holhoornigen (Bovidae). De wetenschappelijke naam van de soort werd voor het eerst geldig gepubliceerd door Güldenstädt in 1780. De Nederlandse naam verwijst naar de vergrote keel die mannetjes tijdens het paarseizoen hebben.

## Verspreiding
De kropgazelle komt voor in grote delen van Zuidwest-Azië en Centraal-Azië. In Rusland en Kazachstan staat de gazelle zelfs op munten en postzegels.

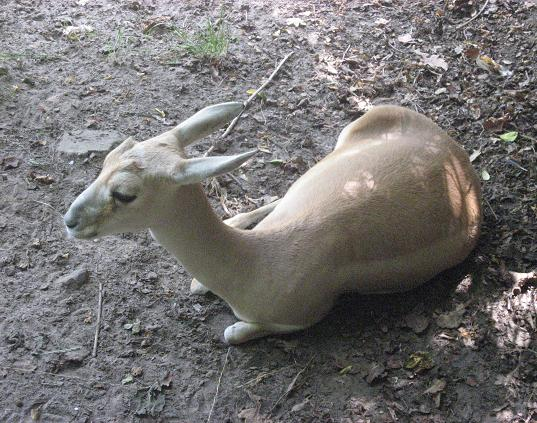
Liggende kropgazelle in Zoo Parc Overloon